# Flames
Flames is een nummer van de Franse dj David Guetta en de Australische zangeres Sia uit 2018.
Met "Flames" was het de zevende keer dat Guetta en Sia samenwerkten. In een persbericht zei Guetta dat hij blij was om weer een nummer met Sia te maken, omdat zij volgens Guetta een goede liedjesschrijfster is met een prachtige stem. "Flames" is te vergelijken met Guetta's hit "Dangerous" uit 2014; ook dit is meer een popnummer dan een dancenummer. 
Het nummer werd vooral in Europa een grote hit. Zo haalde het de 2e positie in Guetta's thuisland Frankrijk en in de Nederlandse Top 40. In Sia's thuisland Australië haalde het een bescheiden 19e positie, en in de Vlaamse Ultratop 50 wist het de 8e positie te behalen. In 2018 stond het nummer op de tweede plek in de Dance 15 van The X Vibe, een jaarlijkse hitlijst met de populairste dancenummers van het jaar.